# Grenchen
Grenchen (en francés Granges, en italiano Grangia) es una ciudad y comuna suiza del cantón de Soleura, capital del distrito de Lebern. 

## Geografía
La ciudad se encuentra a los pies de la cordillera del Jura, entre las ciudades de Biel/Bienne y Soleura. Con sus casi 16.000 habitantes, es la segunda ciudad más poblada del cantón de Soleura después Olten. Políticamente limita al norte con la comuna de Court (BE), al este con Selzach y Bettlach, al sur con Arch (BE), Rüti bei Büren (BE) y Büren an der Aare (BE), y al oeste con Lengnau bei Biel (BE) y Romont (BE).

## Economía
La ciudad es considerada como uno de los principales centros industriales del cantón, es además un importante centro relojero. Tienen su sede en Grenchen compañías como:
- Atlantic Watch Production Ltd
- Breitling S.A
- Delbana
- ETA SA Manufacture Horlogère Suisse
- Eterna SA
- Felsa S.A
- Fortis Watches
- Nivada
- Titoni

## Transporte
Dos estaciones de trenes sirven la ciudad, Grenchen-Nord y Grenchen-Süd, acercándola a los principales ejes del sistema férreo de Suiza:
- Línea ferroviaria Lausana - Neuchâtel - Biel/Bienne - Grenchen - Moutier - Delémont - Basilea.
- Línea ferroviaria Biel/Bienne - Grenchen - Soleura - Olten (- Zúrich).

La comuna también cuenta con un pequeño aeródromo que sirve algunos vuelos regionales y de turismo.

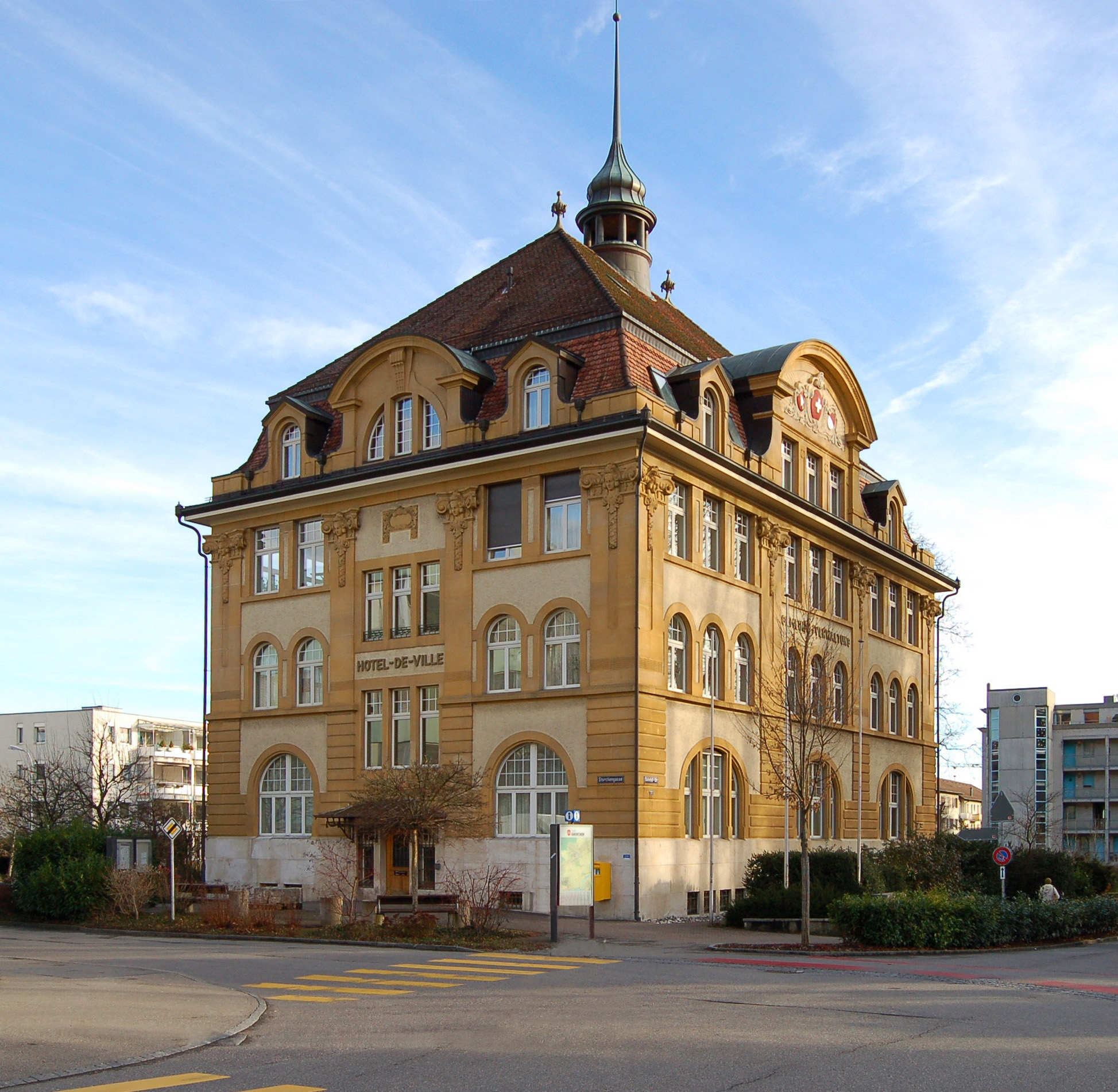
Ayuntamiento de Grenchen.

## Deportes
Grenchen tiene un velódromo, Velódromo Suisse. Fue sede del Campeonato Europeo de Ciclismo en Pista de 2015, durante el cual Anastasiia Voinova, Rusia, estableció un nuevo récord mundial en las pruebas de tiempo de 500 metros femenino.

## Ciudades hermanadas
- Neckarsulm
- Sélestat